# Lấp lánh
Lấp lánh, hay nhấp nháy (twinkle), là một thuật ngữ chung cho các biến thể về độ sáng biểu kiến hoặc vị trí của một vật phát sáng ở xa khi nhìn qua một môi trường truyền. Nếu vật thể nằm ngoài bầu khí quyển của Trái Đất, trong trường hợp các ngôi sao và hành tinh, hiện tượng này được gọi là sự nhấp nháy thiên văn; đối với các vật thể trong bầu khí quyển, hiện tượng này được gọi là nhấp nháy trên trái đất. Là một trong ba yếu tố chính ảnh hưởng đến quan sát thiên văn (các yếu tố khác là ô nhiễm ánh sáng và mây che phủ), nhấp nháy trong khí quyển được định nghĩa là chỉ gồm những thay đổi về độ rọi.
Nói một cách đơn giản, sự lấp lánh của các ngôi sao được gây ra bởi sự truyền ánh sáng qua các lớp khác nhau của bầu khí quyển hỗn loạn. Hầu hết các hiệu ứng nhấp nháy được gây ra bởi sự dị thường trong khúc xạ khí quyển, gây ra bởi các sự nhiễu động quy mô nhỏ trong mật độ không khí, thường liên quan đến gradien nhiệt độ. Hiệu ứng lấp lánh mạnh mẽ hơn ở gần phía đường chân trời hơn là gần thiên đỉnh (ngay trên đỉnh đầu), bởi tia sáng từ ngôi sao gần đường chân trời phải truyền xuyên qua một lớp khí quyển dày đặc hơn và có đường truyền dài hơn qua bầu khí quyển nên gặp nhiều nhiễu động hơn trước khi đến nơi người quan sát. Lấp lánh trong khí quyển được đo định lượng bằng một máy đo độ lấp lánh. Sự lấp lánh có thể giảm đi nhờ sử dụng khẩu độ mở máy thu lớn hơn, hiệu ứng này được gọi là hiệu chỉnh trung bình khẩu độ.
Mặc dù nhấp nháy xảy ra chủ yếu với ánh sáng từ các ngôi sao ở xa và các vật thể thiên văn khác, hình ảnh của các hành tinh không bị nhấp nháy đáng kể. Các ngôi sao lấp lánh hơn nhiều bởi vì chúng ở rất xa Trái Đất đến nỗi chúng xuất hiện dưới dạng các điểm sáng nhỏ và do đó ánh sáng dễ bị ảnh hưởng bởi các sự nhiễu loạn trong khí quyển của Trái Đất, thậm chí có thể làm lệch hướng ánh sáng sao theo cách giống lăng kính hoặc thấu kính. Các vật thể thiên văn lớn gần hơn với Trái Đất hơn, như Mặt Trăng và các hành tinh khác, có độ phân giải cao hơn và có thể coi là các vật thể có đường kính quan sát được. Sự lấp lánh xảy ra với từng điểm của thiên thể khi ánh sáng từ mỗi điểm truyền qua khí quyển, do đó với các thiên thể ở gần có kích thước biểu kiến đáng kể, sự lấp lánh của từng điểm trung bình nhau nên người xem nhận thấy ít sự thay đổi trong ánh sáng đến từ chúng. Đây là một dấu hiệu quan sát giúp ta phân biệt giữa các hành tinh và sao.